# 侵华日军南京大屠杀遗址纪念碑
侵华日军南京大屠杀遗址纪念碑是南京市人民政府等单位和个人为纪念在侵华日军南京大屠杀中的死难者，在当年日军进行集体屠杀的部分地点和遇难者丛葬地的部分遗址上建立的一系列纪念碑。第一座纪念碑始建于1947年，至2009年共有下关电厂、粤军墓、挹江门、中山码头、煤炭港、鱼雷营、草鞋峡、燕子矶、东郊、江东门、普德寺、上新河、汉中门、清凉山、五台山、北极阁、正觉寺、金陵大学、花神庙、仙鹤门、太平门以及湖山村、西岗头等23座南京大屠杀遇难同胞或丛葬地纪念碑。
| 侵华日军南京大屠杀遗址纪念碑 |                                    |                                |                                                                                            |                                                   |                                                    | |
| #                            | 纪念碑名                           | 图片                           | 位置                                                                                       | 立碑时间                                          | 立碑单位                                           | 备注 |
| 1                            | 下关电厂死难工人纪念碑             |                                | 鼓楼区 下关发电厂                                                                          | 1947年4月17日始建 1951年6月15日改建 2000年7月迁建 | 下关发电厂                                         | 原为“殉难工友纪念碑”，首都电厂1947年4月17日立。1951年另建为现碑，合并纪念电厂在南京大屠杀中遇难的45名工人和在1950年中华民国空军空袭中遇难的2名工人，后迁回原址。 |
| 2                            | 挹江门丛葬地纪念碑                 |                                | 鼓楼区 挹江门外绣球公园内                                                                  | 1985年8月15日                                     | 南京市人民政府                                     | 碑文：挹江门附近是侵华日军南京大屠杀中我遇难同胞尸骨丛葬地之一。从一九三七年十二月至一九三八年五月，南京崇善堂红卍字会等慈善团体先后六批，共收死难者遗骸五千一百多具，埋葬于挹江门东城根及其附近之姜家园石榴园等地，特立此碑，以志其事，兼励后人牢记历史，振兴中华。 |
| 3                            | 中山码头遇难同胞纪念碑             |                                | 鼓楼区 中山码头江边路边，建宁西路路口                                                      | 1985年8月15日                                     | 南京市人民政府                                     | 碑文：中山码头乃侵华日军南京大屠杀遗址之一，当时避居国际安全区之青壮难民，在此惨遭杀害者，共达万人以上。其中，一九三七年十二月十六日傍晚，日军从避居于原华侨招待所之难民中，捕获所谓有“当兵”嫌疑者五千余人，押解于此，用机枪集体射杀后，弃尸江中。十二月十八日，日军又从避居于大方巷之难民中，搜捕青年四千余名押解至此，复用机枪射杀。在此先后，日军还于毗近之南通路北麦地和九甲圩江边，枪杀我难民八百余人。悲夫其时，码头顿成鬼域，同胞罹难枉死，其情惨矣！呜呼，政闇国弱，何可安全？欲免外侮，惟赖自强。今虽时殊势异，仍当“前事不忘”。爰立此碑，勖勉后人，牢记历史，振兴中华。 |
| 4                            | 煤炭港遇难同胞纪念碑               |                                | 鼓楼区 东炮台街                                                                            | 1985年8月15日                                     | 南京市人民政府                                     | 碑文：煤炭港系侵华日军南京大屠杀主要遗址之一，一九三七年十二月十七日，日军从各处搜捕我已解除武装之士兵及平民三千余人，拘禁于煤炭港下游江边，以机枪射杀；其伤而未死者，悉被押入附近茅屋，纵火活焚致死，内有首都电厂职工四十五人，即死于此难。兹值中国人民抗日战争胜利四十周年，特立此碑，悼念死者，永诫后人，铭念历史，振兴中华。 |
| 5                            | 鱼雷营遇难同胞纪念碑               |                                | 鼓楼区 金陵造船厂东北角                                                                    | 2015年12月13日                                    |                                                    | 碑文：一九三七年十二月十五日夜，侵华日军将被其搜捕之我市平民和已解除武装之守城官兵九千余人，押至鱼雷营，以机枪集体射杀。同月，日军又在鱼雷营、宝塔桥一带再次杀害我军民三万余人。死难者之遗骸，直至次年二月，犹曝露于军营码头等地，惨不可睹。后由红卍字会就地掩埋，仅二月十九日、二十一日、二十二日三天，埋尸即达五千余具。惨史难忘，忆往志慨，特立此碑，正告方来。 |
| 6                            | 草鞋峡遇难同胞纪念碑               |                                | 鼓楼区 上元门以东200米幕府山下 32°07′07″N 118°45′58″E / 32.1186752319°N 118.766189575°E    | 1985年                                            | 南京市人民政府                                     | 碑文：一九三七年十二月十三日，侵华日军攻占南京后，我逃聚在下关沿江待渡之大批难民和已解除武装之士兵，共五万七千余人，遭日军捕获后，悉被集中囚禁于幕府山下之四五所村。因连日惨遭凌虐，冻饿致死一批；继于十八日夜悉被捆绑，押解至草鞋峡，用机枪集体射杀。少数伤而未死者，复用刺刀戳毙；后又纵火焚尸，残骸悉弃江中。悲夫其时，屠刀所向，血染山河；死者何辜遭此荼毒？追念及此，岂不痛哉？！爰立此碑，谨志其哀。藉勉奋发图强，兼资借鉴千古。 |
| 7                            | 燕子矶江滩遇难同胞纪念碑           |                                | 栖霞区燕子矶公园石矶山 32°08′58″N 118°48′47″E / 32.1495285034°N 118.81312561°E             | 1985年8月                                         | 南京市人民政府                                     | 碑文：一九三七年十二月，侵华日军陷城之初，南京难民如潮，相继出逃，内有三万余解除武装之士兵暨两万多平民，避聚于燕子矶江滩，求渡北逃。讵料遭日舰封锁所阻，旋受大队日军之包围，继之以机枪横扫，悉被杀害，总数达五万余人。悲夫！其时，尸横荒滩，血染江流，罹难之众，情状之惨，乃世所罕见，追念及此，岂不痛哉？！爰立此碑，永志不忘。庶使昔之死者，藉慰九泉；后之生者，汲鉴既往，奋发图强，振兴中华，维护世界之和平。 |
| 8                            | 江东门遇难同胞纪念碑               |                                | 建邺区 侵华日军南京大屠杀遇难同胞纪念馆卵石广场                                            | 1985年8月15日                                     | 南京市人民政府                                     | 碑文：一九三七年十二月十六日，日军将已被解除武装之中国士兵和平民万余人，囚禁于原陆军监狱院内，傍晚押至江东门，藉放火焚烧民房照明，骤以轻重机枪向人群猛烈扫射，受害者众声哀号，相继倒卧于血泊之中。遗尸枕藉，盈衡塞道，直至蔽满江东河面，且抛露风日之下，久无人收，情至惨烈。迨逾数月，因天暖尸腐，始由南京慈善团体收尸万余具，掩埋于就近之两大土坑内，故称“万人坑”。爰立此碑。藉志其哀；悼念死者，兼勉后人，热爱祖国，奋发图强，反对侵略战争，维护世界和平。 |
| 9                            | 普德寺丛葬地纪念碑                 |                                | 雨花台区 广播电视服务中心电视发射塔下                                                      | 1985年8月                                         | 南京市人民政府                                     | 碑文：一九三七年十二月侵华日军南京大屠杀惨案，震惊寰宇，血沃钟山，水赤秦淮。我无辜同胞不幸遇难者逾三十万人。普德寺系我遇难同胞尸骨丛葬地之一，经南京红卍字会先后埋葬于此者共达九千七百二十一具，故亦称“万人坑”。附录其年月及埋尸记载如下： 一九三七年十二月二十二日葬二百八十具 十二月二十八日葬六千四百六十八具 一九三八年一月三十日葬四百八十六具 二月二十三日葬一百零九具 三月二十五日葬七百九十九具 四月十四日葬一千一百七十七具 五月二十六日葬二百一十六具 六月三十日葬二十六具 七月三十一日葬三十五具 八月三十一日葬十八具 九月三十日葬四十八具 十月三十日葬六十二具 兹值中国人民抗日战争胜利四十周年，特此刻石纪念，旨在告慰死者于地下，永励后生于来兹：不忘惨痛历史，立志振兴中华。 |
| 10                           | 上新河地区遇难同胞纪念碑           |                                | 建邺区 棉花堤附近军营内                                                                    |                                                   |                                                    | 碑文：一九三七年十二月，侵华日军攻占南京后，我大批解除武装之士兵和群集上新河一带之难民，共二万八千七百三十余人，悉遭日军杀害于此处。日军屠杀手段极其残酷，或缚之以溺水，或积薪而活焚，枪击、刀劈，无所不用其极，对妇女乃至女童，均先强奸而后杀害，惨绝人寰，世所罕见，至使尸积如山，血流成河。劫后，湖南木商盛世征，昌开运两先生目睹惨状，于心不忍，曾由私人捐款收埋一批遗尸，嗣于一九三八年一月至五月，又经南京红卍字会在上新河一带收埋死难者遗尸计十四批，共八千四百二十九具，分记录如下：一月十日葬于黑桥九百九十八具 二月八日葬于太阳宫四百五十七具 二月九日葬于二道梗八百五十具 二月九日葬于江东桥一千八百五十具 二月九日葬于棉花堤一千八百六十具 二月十四日葬于军人监狱附近近三百二十人 二月十五日葬于观音庵空场八十一具 二月十六日葬于凤凰街空场二百四十四具 二月十八日葬于北河口空场三百八十具 二月二十一日葬于五福村二百一十七具 三月十五日葬于甘露寺空场八十三具 三月二十三日葬于甘露寺空场三百五十四具 四月十六日葬于贾家桑园空地七百具 五月二十日葬于黑桥五十七具 前事不忘，后事之师，爰本此旨，特立此碑，藉慰死者，兼勉后人，爱我中华，强我祖国，反对侵略，维护和平。 |
| 11                           | 汉中门外遇难同胞纪念碑             |                                | 鼓楼区 汉中门大桥                                                                          | 1985年8月15日                                     | 南京市人民政府 鼓楼区人民政府                      | 碑文：一九三七年十二月十五日下午，避难于国际安全区之本市平民和已解除武装之军警共二千余人，遭日军搜捕后，被押赴汉中门外用机枪扫射杀害，其伤而未死者或乱刀补戳，或纵火活焚，尸骸蔽野，惨绝人寰。至次年二月十一日、十八日两天始由慈善团体南京红卍字会收殓得遗骸共一千三百九十五具，掩埋于汉中门外广东公墓及二道埂子一带。悲夫！今人孰料于此熙来攘往之地曾是往昔日军肆虐之场而有众多同胞罹难于此者乎！爰立此碑以志其事，庶我国人牢记惨史，毋忘国难，居安思危，奋发图强，同心同德，振兴中华。 |
| 12                           | 清凉山遇难同胞纪念碑               |                                | 鼓楼区 河海大学清凉山校区礼堂旁                                                            | 1985年8月15日                                     | 南京市人民政府 华东水利学院                        | 碑文：1937年12月，侵华日军制造了震撼中外的南京大屠杀事件，我数以千计的无辜同胞在本院境内，即清凉山附近之原吴家港、韩家桥等地遇难。为纪念死者，激励后人，振兴中华，维护和平特立此碑。 |
| 13                           | 北极阁附近遇难同胞纪念碑           |                                | 玄武区 北极阁南麓北京东路—进香河路北侧 32°03′37″N 118°47′09″E / 32.0604°N 118.7857°E       | 1985年8月15日                                     | 南京市人民政府 玄武区人民政府                      | 碑文：一九三七年十二月，侵华日军屠杀我南京同胞达三十万众。仅此北极阁毗近处，惨遭杀害者即达两千余人。其时，鼓楼至大石桥，北门桥至唱经楼，太平门，富贵山及蓝家庄等地，伏尸残骸，盈街塞道，涂膏凝血，触目生哀。翌年一、二月间，罹难同胞之遗骸经南京崇善堂收殓，丛葬于此山之麓及近山之城根等处。爰立此碑，永志不忘，藉勉后人，奋发图强，振兴中华，国运其昌。 |
| 14                           | 正觉寺遇难同胞纪念碑               |                                | 秦淮区 长乐路武定门                                                                        | 1987年12月13日                                    | 南京市人民政府立                                   | 碑文：一九三七年十二月十三日，侵华日军在武定门正觉寺，将该寺僧人慧兆、德才、宽宏、德清、道禅、刘和尚、张五、源谅、黄布堂、晓侣、慧璜、慧光、源悟、能空、倡修、广祥广善等十七人集体枪杀；与此同时，日军还在中华门外将尼姑真行、灯高、灯光等杀害。兹值侵华日军南京大屠杀事件五十周年，特立此碑，悼念死者，永诫后人，铭念历史，振兴中华。 |
| 15                           | 东郊丛葬地纪念碑                   |                                | 灵谷寺东 32°02′58″N 118°51′42″E / 32.049373°N 118.861705°E                                 | 1988年5月重立                                     | 南京市人民政府                                     | 碑文：一九三七年十二月，侵华日军疯狂实施南京大屠杀。我东郊一带，惨遭杀害之无辜同胞，尸蔽丘陇，骨暴荒原，因久无人收，而至腐烂腥臭。迨至翌年四月，始由崇善堂等慈善团体从事收殓。计于中山门外至马群镇一带收尸三万三千余具，就地掩埋于荒丘或田野。越数月，察及于丘壑丛莽间尚遗其余，故时或恶气四溢。一九三八年十二月，复经伪市政督办责成其卫生局，又于马群、茆山、马鞍、灵谷寺等处，收集死难者遗骨和残骸三千余具，丛葬于灵谷寺之东。嗣于一九三九年一月，立“无主孤魂墓碑”为志，考其碑文拓片犹在，惜乎原碑已湮没无存。爰特重立此碑，以示悼念，且告方来。 |
| 16                           | 五台山丛葬地纪念碑                 |                                | 鼓楼区 南京五台山体育场西南角                                                              | 1988年7月                                         | 南京市人民政府 鼓楼区人民政府                      | 碑文：在侵华日军南京大屠杀血腥事件中，五台山一带是我受害同胞尸骨丛葬地之一。据崇善堂、红卍字会等慈善团体埋尸记录记载，于一九三七年十二月至一九三八年二月，曾在此先后四批埋葬。我被害同胞尸骨二百五十四具。特立此碑，以志悼念。 碑头题字“纪念碑”三字由当年被害的幸存者王如贵书。 |
| 17                           | 金陵大学难民收容所及遇难同胞纪念碑 |                                | 鼓楼区 南京大学鼓楼校区天文系                                                              | 1996年5月                                         | 南京市人民政府 南京大学                            | 碑文：一九三七年十二月，日军侵占南京时，留在南京的外侨代表，为了收容我未及撤离的大批难民，以原金陵大学等处为中心，在城内设立了“国际安全区”占地约三点八六平方公里，内设二十五个难民收容所，收容难民约二十五万人，其中原金陵大学校园本身就是较大的难民收容所之一，收容难民多达三万余人。 原金陵大学附近，也是侵华日军对我遇难同胞实施集体屠杀的场所之一。一九三七年十二月二十六日，日军以办理难民“登记”为由，将避难于原金陵大学图书馆内之两千余名难民，迫令集中在网球场上（现该地已建为地质实验楼），从中搜捕了三百余名青壮年，驱至五台山及汉中门外悉加杀害。 原金陵大学校园范围内，也是我遇难同胞尸骨丛葬地之一。据当时慈善团体红卍字会埋尸资料记载：一九三八年一、二月间，该会曾先后在城北各处收殓，于金银街原金陵大学农场及阴阳营南秀村埋葬遇难者尸体达七百七十四具。五十年代，南京大学在南秀村建设天文台时，还曾掘出过这批尸骨。 前事不忘，后事之师。今立此碑，永志哀痛，藉慰死者，兼勉后人：自强不息，振兴中华。 南京大学承建 一九九六年五月 |
| 18                           | 花神庙地区丛葬地纪念碑             |                                | 雨花台区 雨花功德园入口附近 31°59′21″N 118°46′05″E / 31.98906°N 118.768151°E               | 2001年12月重立                                    | 南京市人民政府 雨花台区人民政府                    | 碑文：1937年12月13日南京沦陷后，侵华日军即进行血腥大屠杀，尸横遍地，惨不忍睹。南京红卍字会和崇善堂两慈善团体自1937年12月22日至1938年4月18日止，在中华门外雨花台、望江矶、花神庙一带共掩埋遇难同胞尸体27239具。南京市民芮芳缘、张鸿儒、杨广才等组织难民30余人，于1938年1至2月的40余日内，在花神庙一带掩埋中国军民尸体7000余具，其中难民尸体5000余具，军人尸体2000余具。特立此碑，悼念遇难同胞，永志不忘历史，振兴中华。 |
| 19                           | 汤山湖山村“以史为鉴”碑             |                                | 江宁区汤山街道湖山行政村 村公墓                                                            | 2005年8月15日                                     | 湖山村村民                                         | 碑文：民国二十六年冬月初四（一九三七年十二月六日），日军侵入湖山，村民流离失所，生灵涂炭，家破人亡，痛不欲生。 据不完全统计，先后有六十四人遇难，（大多死于南京沦陷前后），十五家绝户，二百多间房屋被焚。 中国军队曾在棒槌山，岘山等地抗击入侵，许多官兵阵亡，沦陷后，新四军在此依靠人民，坚持敌后抗战，直到胜利。 前事不忘，后事之师，为纪念遇难和阵亡的同胞，坛强爱国情怀，立志振兴中华，呼吁制止侵略战争，保卫世界和平特立此碑。 |
| 20                           | 西岗头纪念碑                       |                                | 江宁区汤山街道西梅行政村 西岗头自然村墓地                                                  | 2006年4月5日                                      | 西岗头村村民                                       | 碑文：一九三八年二月八日（农历正月初九），本村被日军集体枪杀的二十二人中，仅有陈万有一人死里逃生。死亡二十一人：李小三、李永华、李克俭、金怀生、赵小三、周正根、陈广林、陈广泉、陈万松、陈万夏、陈万宽、陈朝良、莫庆文、莫庆武、裔建昌、裔景华、裔景富、曹友恒、董（？）老大、外地二人。另外，还有被日军枪杀及迫害致死的十六人：李克本、李连才、刘贤春、吴宝才、陈治富、陈广寿、刘方氏、裔景妹、陈朱氏及女儿。 当时全村仅有四十二户，遇难者除外地二人外，本村共计三十五人，被烧房屋九十一间又二十六间厢房，损失粮食、衣、被、禽、畜等不计其数，损失惨重。为了教育子孙后代、勿忘国耻、牢记悲惨的历史教训、弘扬爱国主义、团结奋斗、振兴中华，值此抗日战争胜利六十周年之际，本村全体村民，自发捐款，建立此碑，以慰亡灵。 |
| 21                           | 仙鹤门遇难同胞纪念碑               |                                | 栖霞区 仙鹤门二号路苏果生活超市北 32°05′34″N 118°53′40″E / 32.09267°N 118.89445°E          | 2007年                                            | 南京市人民政府                                     | 碑文：1937年12月13日，侵华日军攻占南京东郊马群，仙鹤门一带，俘获我抗战官兵及民众15000余人。同年12月18日，日军分散多处将4000多名手无寸铁的平民和俘获集体屠杀。翌年春，仙鹤村附近尚有大批尸体横躺在村外麦地里。据当地居民谭庆瑞、和允兴、仇兴中、和允州、盛文金等共同回忆，1938年春，村民们曾自发将遇难同胞的尸骨，分别就近掩埋于一座“大坟”内。此座“大坟”内掩埋尸体约七百具。特立此碑，以志纪念。 |
| 22                           | 太平门遇难同胞纪念碑               | 南京大屠杀太平门遇难同胞纪念碑 | 玄武区 龙蟠路、太平门路路口附近，玄武湖边 32°03′40″N 118°48′29″E / 32.06101°N 118.807933°E | 2007年12月13日                                    | 南京市人民政府、旅日华侨中日友好促进会、部分日本人 | 碑文：1937年12月13日，第十六师团三十三联队六中队等侵华日军部队在南京太平门附近，将约1300名放下武器的中国官兵及无辜的市民集中起来，周围用铁丝网围住，用事先埋好的地雷炸、机枪扫射，再浇上汽油焚烧，次日，日军复对尸体检查，对濒死者用刺刀补戳致死，太平门集体屠杀中无一中国人幸存。 值此南京大屠杀事件发生70周年之际，为悼念在太平门附近无辜的中国遇难者，侵华日军南京大屠杀遇难同胞纪念馆、旅日华侨中日友好交流促进会、日本纪念南京大屠杀遇难者70周年全国联络会、日本“铭心会南京”访华团联合在此建碑，祭祀遇难者魂灵，铭记历史教训，并告知中日两国青少年，绝不让历史悲剧重演。 |
| 23                           | 抗日粤军烈士墓碑                   |                                | 中央门外张王庙40号                                                                         | 1941年10月迁建 2000年12月重建                     | 广东山庄                                           | 碑题：先伤后亡，惊怒吾邦。无以厚葬，是为国殇。 碑文：一九三七年，爆发震憾（撼）中外“八一三”淞沪抗战之役。我粤健儿浴血奋战，伤亡甚为惨烈。伤者多留医南京城内八府塘后方医院。是年十二月十三日，日寇攻陷南京，留医伤者均遭屠杀，其后由广东同乡会率人草草掩埋于山庄内。公元二〇〇〇年七月，为弘扬中华民族精神，振奋后人，经广东山庄理事会研究，筹资重建烈士陵园以慰先驱。 抗日粤军无名烈士永垂不朽。 公元二〇〇〇年十二月重建 |